# Sporophile à ventre châtain
Sporophila castaneiventris
Espèce
Statut de conservation UICN

 LC  : Préoccupation mineure
Le Sporophile à ventre châtain (Sporophila castaneiventris) est une espèce de passereaux appartenant à la famille des Thraupidae. D'après le Congrès ornithologique international, c'est une espèce monotypique.

## Répartition

répartition